# Hormusgão
Hormusgão ou Hormosgão (em persa: استان هرمزگان; romaniz.: Ostān-e Hormozgān) é uma província do Irã sediada em Bandar Abas. Tem 70 697 quilômetros quadrados e segundo censo de 2016, havia 1 776 415 residentes. Se divide em 13 condados.